# Sid Watkins
Eric Sidney Watkins (Liverpool, Engleska, Ujedinjeno Kraljevstvo, 6. rujna 1928. – Liverpool, Engleska, Ujedinjeno Kraljevstvo, 12. rujna 2012.), bolje poznat samo kao Sid Watkins (poznat i pod nadimcima Professor Sid i Prof), bio je britanski neurokirurg.
Sid Watkins je služio 26 godina kao medicinski delegat sigurnosti u Formuli 1. Bio je i šef medicinskog tima na stazi i prvi odgovorni u slučaju sudara. On je pomogao spasiti živote mnogih vozača, uključujući Gerharda Bergera, Martina Donnellyja, Érika Comasa, Miku Häkkinena, Rubensa Barrichella i Karla Wendlingera. Watkins je također poznat po velikom prijateljstvu s vozačem Ayrtonom Sennom sve do njegove smrti koja se dogodila na utrci 1994. godine.
Watkins je bio oženjen, imao je četiri sina i dvije kćeri. Preminuo je 12. rujna 2012. godine nakon duge borbe s rakom.

## Vanjske poveznice
- Sid Watkins na Internet Movie Databaseu